# İnönüstadion

Fi-Yapı Inönüstadion (turkiska: Fi-Yapı İnönü Stadı), eller BJK İnönüstadion, är hemmaarenan för det turkiska fotbollslaget Beşiktaş JK i Istanbul. Arenan invigdes 1947 och har en kapacitet på ca 32 145 åskådare. Öppningsmatchen spelades 19 maj 1947, då Beşiktaş mötte svenska AIK.